# Ерофеево (Владимирская область)
Ерофеево — деревня в Вязниковском районе Владимирской области России, входит в состав муниципального образования «Посёлок Никологоры».

## География
Деревня расположена в 3 км на восток от центра поселения рабочего посёлка Никологоры и в 21 км на юго-запад от райцентра Вязников.

## История
В конце XIX — первой четверти XX века деревня входила в состав Никологорской волости Вязниковского уезда. В 1859 году в деревне числилось 17 дворов, в 1905 году — 20 дворов, в 1926 году — 91 дворов.
С 1929 года деревня входила в состав Бурковского сельсовета Вязниковского района, с 1935 года — в составе Никологорского сельсовета Никологорского района, с 1959 года — в составе Шатневского сельсовета, с 1963 года — в составе Вязниковского района, с 1981 года — в составе Приозёрного сельсовета, с 2005 года — в составе муниципального образования «Посёлок Никологоры».

## Население
| 1859 | 1905 | 1926 | 2002 | 2010 | 2021 |
| ---- | ---- | ---- | ---- | ---- | ---- |
| 151  | ↗206 | ↗294 | ↗320 | ↘266 | ↘190 |